# Terras checas

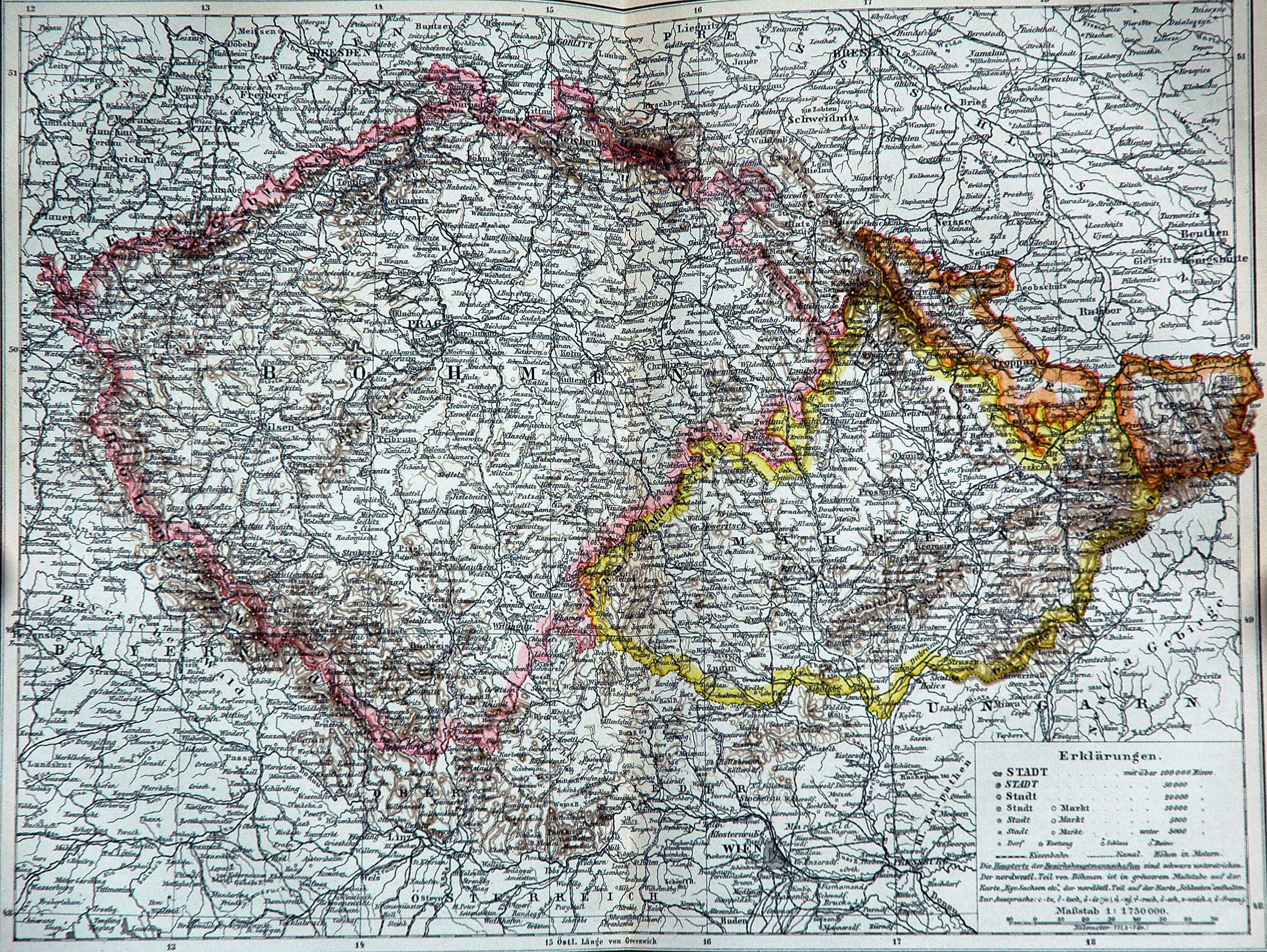
Boêmia, Morávia, Silésia Austríaca - 1892, nesta época parte do Império Austro-Húngaro

Boêmia e Morávia-Silésia dentro da Tchecoslováquia em 1928

As Terras checas (em tcheco/checo:  České země) é um termo auxiliar usado principalmente para descrever a combinação da Boêmia, Morávia e Silésia Checa. Hoje, estas três províncias históricas formam a República Checa. As terras checas foram colonizadas pelos celtas (Boios), posteriormente por várias tribos germânicas (Marcomanos, Quados, Lombardos...) até o início do século VII e então pelo eslavos. Os germânicos colonizaram a região por convite de reis boêmios durante a segunda metade do século XIII (em Praga, eles já viviam desde o início do século XII) e viveram ao lado dos eslavos.
O termo "terras checas" tem sido usado para descrever diferentes territórios por diferentes pessoas. Algumas fontes usam o termo para se referir a qualquer território pertencente ao Reino da Boêmia, as Terras da Coroa da Boêmia. Estas incluiriam territórios como a Lusácia (atualmente na Alemanha) e o restante da Silésia, todos governadas a partir de Praga ao mesmo tempo (1292/1327–1635/1742).
A maioria dos textos históricos checos usam o termo da forma acima quando tratam da Idade Média. Outras fontes usam o termo para se referir apenas às áreas centrais checas da Boêmia, Morávia e da antiga Silésia austríaca. Para muitas matérias, uma distinção entre as duas definições não é necessária, uma vez que as terras checas têm sido mais ou menos co-extensivas com a atual República Checa desde o século XVIII.[carece de fontes?]
|  |  |  |

|  |  |  |

## Nomes alternativos

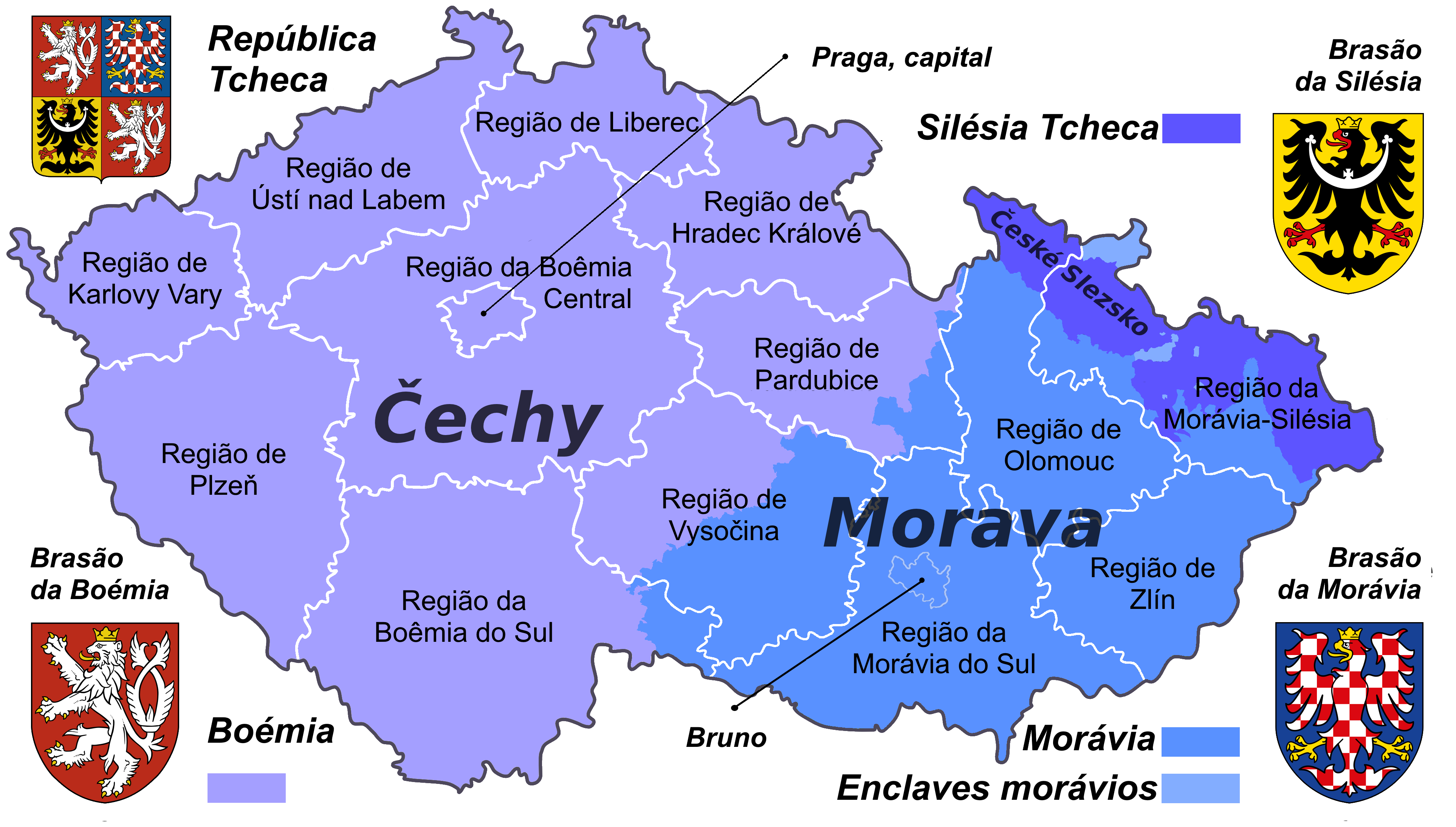
Territórios tchecos históricos comparados com as actuais regiões administrativas

O termo não-auxiliar (ou seja, o termo usado em listas oficiais de terminologias geográficas checas) para a parte checa das terras checas (ou seja, Boêmia, Morávia e Silésia Checa) é Česko. Atualmente, é também a forma reduzida oficial para a República Checa. O termo Česko já estava documentado em 1777. Česko e seus equivalentes estrangeiros (em alemão: Tschechien) são também os termos oficialmente escolhido pelo "Ministério Checo dos Negócios Estrangeiros" desde 1993. No entanto, o termo Czechia não pegou entre os falantes de inglês, da mesma forma que Chéquia no Brasil. O termo Česko também enfrentou resistência temporária dos checos, porém, mais recentemente ele tem sido usado por muitos nativos.